# Güterichter
Ein Güterichter ist in Deutschland ein Richter, der vom Präsidium eines Gerichts für die Durchführung der Güteverhandlung oder für weitere Güteversuche bestimmt wurde. Er ist nicht zur Entscheidung des Rechtsstreits befugt und kann nach § 278 Absatz 5 der Zivilprozessordnung (ZPO) „alle Methoden der Konfliktbeilegung einschließlich der Mediation einsetzen“.
Der Güterichter wird in einem Rechtsstreit nach Verweisung durch den zuständigen Richter bzw. Spruchkörper tätig. Er hat ein Ermessen, welche Methode der Konfliktbeilegung (vgl. die Diskussion um Streitbehandlungsmethoden unter dem Etikett „Alternative Dispute Resolution“) beim Güteversuch angewendet wird. In Modellprojekten zum Einsatz von Güterichtern wurde in der überwiegenden Anzahl der Fälle Mediation praktiziert.

## Gesetzliche Regelungen
Der Güterichter wurde in die ZPO sowie in alle anderen in der Bundesrepublik Deutschland geltenden Verfahrensordnungen mit Ausnahme der Strafprozessordnung durch das „Gesetz zur Förderung der Mediation und anderer Verfahren der außergerichtlichen Konfliktbeilegung“ vom 21. Juli 2012 eingefügt. Die Regelung trat am 26. Juli 2012 in Kraft.
Nach einer kontrovers geführten Debatte im Gesetzgebungsverfahren wurden nunmehr die verschiedenen Projekte der gerichtsinternen Mediation und die Tätigkeit der gerichtlichen Mediatoren in die Tätigkeit als Güterichter überführt (siehe auch die Übergangsregelung in § 9 Mediationsgesetz). Auch an Gerichten, an denen es bis dahin keine gerichtlichen Mediatoren gab, war ein Güterichterangebot im Geschäftsverteilungsplan zu regeln (Grundsatz der Vollständigkeit des Geschäftsverteilungsplanes, § 21e Gerichtsverfassungsgesetz – GVG). Die Bezeichnung „Güterichter“ beruht auf einer Gesetzesinitiative Bayerns im Jahr 2004 sowie den entsprechend bezeichneten Modellversuchen in Bayern und Thüringen.
Seit dem 1. August 2013 ist die Bezeichnung „Mediator“ dem außergerichtlich oder gerichtsnah agierenden, in der Regel freiberuflichen Mediator vorbehalten.